# ヤング・ボーイ (河合奈保子の曲)
「ヤング・ボーイ」は、河合奈保子が1980年8月25日にリリースした2枚目のシングルである。(EP: AK-707)

## 解説
- このシングル盤には、通常盤「AK-707」（レコード番号）の他にも、ピクチャー盤「AE-209」が存在する。
- B面の「青い視線」とともに、ファースト・アルバム『LOVE』に収録されている（但し「青い視線」はシングル盤と異なる曲バージョンで録音）。
- オリコンでは最高位13位（100位内16週）、18.9万枚のセールスとなった[1]。
- 1980年10月30日、TBS系『ザ・ベストテン』の第10位に自身初のランクインを果たし[3]、西城秀樹とともに愛媛県・道後温泉から中継で歌唱披露した。
- 1980年大晦日放送の『第22回日本レコード大賞』では、岩崎良美、田原俊彦、松田聖子、松村和子とともに新人賞を獲得した。

## 収録曲
1. ヤング・ボーイ（3分38秒）
作詞：竜真知子／作曲：水谷公生／編曲：船山基紀
2. 青い視線（4分31秒）
作詞：伊藤アキラ／作曲・編曲：川口真

## 演奏
- Drums: Tatsuo Hayashi
- Bass: Akihiro Tanaka
- E.Guitar: Masaki Matsubara
- A.Guitar: Chuei Yoshikawa
- Keyboards: Kentaro Haneda, Jun Satoh
- Percussion: Nobu Satoh
- Flute: Yukio Eto
- Harp: Keiko Yamakawa
- Trumpets: Shin Kazuhara group
- Strings: Ohno group
- Background vocals: Hiroshi Koide, Masakazu Togo